# Helmisaari (ö i Södra Karelen)
Helmisaari är en halvö i Finland. Den ligger i sjön Lennusjärvi och i kommunen Savitaipale i den ekonomiska regionen  Villmanstrands ekonomiska region  och landskapet Södra Karelen, i den södra delen av landet, 170 km nordost om huvudstaden Helsingfors.